# Lista de prefeitos de Caicó
Esta é a lista de governantes da cidade de Caicó, no estado brasileiro do Rio Grande do Norte.

## Período colonial(1788 — 1822)
| Nº | Nome                         | Imagem | Início do mandato       | Fim do mandato          | Observações                                                |
| -- | ---------------------------- | ------ | ----------------------- | ----------------------- | ---------------------------------------------------------- |
| 1  | Cipriano Lopes Galvão        |        | 16 de dezembro de 1788  | 14 de novembro de 1814  | Agente executivo nomeado pelo poder colonial (Capitão-Mor) |
| 2  | Alexandre Manuel de Medeiros |        | 15 de novembro de 1814  | 31 de dezembro de 1816  | Agente executivo nomeado pelo poder colonial               |
| 3  | Joaquim Barbosa de Carvalho  |        | 1º de janeiro de 1817   | 15 de fevereiro de 1819 | Agente executivo nomeado pelo poder colonial               |
| 4  | Manoel de Medeiros Rocha     |        | 16 de fevereiro de 1819 | 31 de dezembro de 1823  | Agente executivo nomeado pelo poder colonial               |

## Período monárquico(1822 — 1889)
| Nº | Nome                                | Imagem | Partido                               | Início do mandato       | Fim do mandato          | Observações                                                        |
| -- | ----------------------------------- | ------ | ------------------------------------- | ----------------------- | ----------------------- | ------------------------------------------------------------------ |
| 1  | Bartolomeu Antônio dos Santos       |        | Partido Democrata Cristão PDC         | 1º de janeiro de 1824   | 31 de agosto de 1825    | Presidente do executivo municipal eleito de forma indireta         |
| 2  | José Cosme Pereira                  |        | Partido Municipalista Republicano PMR | 1º de setembro de 1825  | 16 de maio de 1828      | Presidente do executivo municipal eleito de forma indireta         |
| 3  | José Carlos de Brito                |        | Partido Democrata Cristão PDC         | 16 de maio de 1828      | 21 de agosto de 1830    | Presidente do executivo municipal eleito de forma indireta         |
| 4  | Manoel Antônio Dantas Correia       |        | Partido Liberal PL                    | 22 de agosto de 1830    | 8 de agosto de 1834     | Presidente do executivo municipal eleito de forma indireta         |
| 5  | Marcos de Araújo Pereira            |        | Partido Democrata Cristão PDC         | 9 de agosto de 1834     | 27 de janeiro de 1837   | Presidente do executivo municipal eleito de forma indireta         |
| 6  | Francisco Rezende de Carvalho       |        | Partido Conservador PCN               | 28 de janeiro de 1837   | 17 de fevereiro de 1840 | Presidente do executivo municipal eleito de forma indireta         |
| 7  | Cosme Damião Fernandes              |        | Partido Municipalista Republicano PMR | 18 de fevereiro de 1840 | 4 de setembro de 1844   | Presidente do executivo municipal eleito de forma indireta         |
| 8  | Joaquim Álvares Bezerra             |        | Partido Conservador PCN               | 5 de setembro de 1844   | 31 de dezembro de 1847  | Presidente do executivo municipal eleito de forma indireta         |
| 9  | Joaquim José de Medeiros            |        | Partido Conservador PCN               | 1º de janeiro de 1848   | 10 de novembro de 1850  | Presidente do executivo municipal eleito de forma indireta         |
| 10 | Francisco Justino Pereira de Brito  |        | Partido Liberal PL                    | 11 de novembro de 1850  | 31 de dezembro de 1853  | Presidente do executivo municipal eleito de forma indireta (Padre) |
| 11 | Josué Álvares de Farias             |        | Partido Conservador PCN               | 1º de janeiro de 1854   | 22 de julho de 1858     | Presidente do executivo municipal eleito de forma indireta         |
| 12 | Manoel Basílio de Araújo            |        | Partido Liberal PL                    | 23 de julho de 1858     | 16 de julho de 1861     | Presidente do executivo municipal eleito de forma indireta         |
| 13 | Manoel Cassiano de Araújo           |        | Partido Liberal\| PL                  | 17 de julho de 1861     | 27 de fevereiro de 1863 | Presidente do executivo municipal eleito de forma indireta         |
| 14 | José Bernardo                       |        | Partido Conservador PCN               | 28 de fevereiro de 1863 | 31 de dezembro de 1864  | Presidente do executivo municipal eleito de forma indireta         |
| 15 | José Batista dos Santos Lula        |        | Partido Liberal PL                    | 1º de janeiro de 1865   | 14 de fevereiro de 1868 | Presidente do executivo municipal eleito de forma indireta         |
| 16 | Agídio Gomes de Brito               |        | Partido Liberal PL                    | 15 de fevereiro de 1868 | 22 de junho de 1873     | Presidente do executivo municipal eleito de forma indireta         |
| 17 | José Bernardo                       |        | Partido Conservador PCN               | 23 de junho de 1873     | 26 de fevereiro de 1876 | Presidente do executivo municipal eleito de forma indireta         |
| 18 | Cristóvão Vieira de Medeiros        |        | Partido Conservador PCN               | 27 de fevereiro de 1876 | 19 de setembro de 1879  | Presidente do executivo municipal eleito de forma indireta         |
| 19 | Germano Pereira de Brito            |        | Partido Liberal PL                    | 20 de setembro de 1879  | 27 de julho de 1882     | Presidente do executivo municipal eleito de forma indireta         |
| 20 | Olegário Gonçalves de Medeiros Vale |        | Partido Conservador PCN               | 28 de julho de 1882     | 14 de novembro de 1889  | Presidente do executivo municipal eleito de forma indireta         |

## Período republicano(1889 — presente)

### Intendentes
| Nº | Nome                                | Imagem | Partido | Início do mandato      | Fim do mandato         | Observações        |
| -- | ----------------------------------- | ------ | ------- | ---------------------- | ---------------------- | ------------------ |
| 1  | Olegário Gonçalves de Medeiros Vale |        | PRP     | 15 de novembro de 1889 | 31 de dezembro de 1890 | Intendente nomeado |
| 2  | Francisco Antônio de Medeiros       |        | PRP     | 1º de janeiro de 1891  | 14 de maio de 1891     | Intendente nomeado |
| 3  | Temístocles de Medeiros Newton      |        | PRP     | 15 de maio de 1891     | 31 de dezembro de 1892 | Intendente nomeado |
| 4  | José Odilon Fernandes               |        | PRP     | 1º de janeiro de 1893  | 31 de dezembro de 1895 | Intendente nomeado |
| 5  | Francisco José Fernandes            |        | PRP     | 1º de janeiro de 1896  | 31 de dezembro de 1896 | Intendente nomeado |
| 6  | Manoel Gonçalves de Medeiros Vale   |        | PRP     | 1º de janeiro de 1897  | 31 de dezembro de 1904 | Intendente nomeado |
| 7  | Joaquim Martiniano Pereira          |        | PDB     | 1º de janeiro de 1905  | 31 de dezembro de 1910 | Intendente nomeado |
| 8  | Gorgônio Ambrósio da Nóbrega        |        | PDB     | 1º de janeiro de 1911  | 31 de dezembro de 1913 | Intendente nomeado |
| 9  | Joaquim Martiniano Pereira          |        | PDB     | 1º de janeiro de 1914  | 31 de dezembro de 1916 | Intendente nomeado |
| 10 | Celso Afonso Dantas                 |        | PP      | 1º de janeiro de 1917  | 31 de dezembro de 1919 | Intendente nomeado |
| 11 | José Inácio Camboim                 |        | PDB     | 1º de janeiro de 1920  | 31 de dezembro de 1923 | Intendente nomeado |
| 12 | Joel Damasceno                      |        | PP      | 1º de janeiro de 1924  | 1º de janeiro de 1928  | Intendente nomeado |
| 13 | Eduardo Gurgel de Araújo            |        | PP      | 2 de janeiro de 1928   | 30 de setembro de 1930 | Intendente nomeado |

### Prefeitos
| Nº | Prefeito                        | Imagem | Partido                  | Início de mandato      | Fim de mandato         | Vice-prefeito                   | Observações                   |
| -- | ------------------------------- | ------ | ------------------------ | ---------------------- | ---------------------- | ------------------------------- | ----------------------------- |
| 1  | Dinarte Mariz                   |        | PP                       | 1º de outubro de 1930  | 31 de março de 1932    | —                               | Prefeito nomeado              |
| 2  | Joel Adonias Dantas             |        | PP                       | 31 de março de 1932    | 30 de setembro de 1933 | —                               | Prefeito nomeado              |
| 3  | Manoel Umbelino de Brito Guerra |        | PSN                      | 1º de outubro de 1933  | 11 de março de 1934    | —                               | Prefeito nomeado              |
| 4  | Virgílio Tomás de Souza         |        | PSN                      | 12 de março de 1934    | 14 de novembro de 1938 | —                               | Prefeito nomeado              |
| 5  | Eduardo Gurgel de Araújo        |        | PP                       | 15 de novembro de 1938 | 24 de janeiro de 1938  | —                               | Prefeito nomeado              |
| 6  | Clementino Camboim              |        | UCR                      | 25 de janeiro de 1938  | 21 de abril de 1938    | —                               | Prefeito nomeado              |
| 7  | Inácio de Medeiros Dias         |        | PRP                      | 22 de abril de 1938    | 14 de julho de 1943    | —                               | Prefeito nomeado              |
| 8  | Aldo Medeiros                   |        | PRP                      | 15 de julho de 1943    | 1º de janeiro de 1945  | —                               | Prefeito nomeado              |
| 9  | José Gurgel de Araújo           |        | PSD                      | 2 de janeiro de 1945   | 11 de abril de 1945    | —                               | Prefeito nomeado              |
| 10 | Abílio Medeiros                 |        | PRP                      | 12 de abril de 1945    | 30 de setembro de 1945 | —                               | Prefeito nomeado              |
| 11 | Celso Pinheiro                  |        | PSD                      | 1º de outubro de 1945  | 31 de janeiro de 1946  | —                               | Prefeito nomeado              |
| 12 | Manoel Vicente de Araújo        |        | PSD                      | 31 de janeiro de 1946  | 9 de março de 1946     | —                               | Prefeito nomeado              |
| 13 | José Torres de Araújo           |        | PSD                      | 10 de março de 1946    | 6 de agosto de 1947    | —                               | Prefeito nomeado              |
| 14 | Francisco Medeiros              |        | PSD                      | 7 de agosto de 1947    | 16 de abril de 1948    | —                               | Prefeito nomeado              |
| 15 | Aldo Medeiros                   |        | UDN                      | 16 de abril de 1948    | 21 de julho de 1951    | Salviano Santos                 | Prefeito e vice eleitos       |
| 16 | Salviano Santos                 |        | UDN                      | 21 de julho de 1951    | 31 de março de 1953    | —                               | Vice-prefeito eleito no cargo |
| 17 | Ruy Mariz                       |        | UDN                      | 31 de março de 1953    | 22 de setembro de 1954 | José Josias Fernandes           | Prefeito e vice eleitos       |
| 18 | José Josias Fernandes           |        | UDN                      | 23 de setembro de 1954 | 14 de novembro de 1954 | —                               | Vice-prefeito eleito no cargo |
| 19 | José Benévolo Xavier            |        | PSD                      | 15 de novembro de 1954 | 31 de março de 1958    | —                               | Prefeito                      |
| 20 | Milton Aranha Marinho           |        | UDN                      | 31 de março de 1958    | 30 de março de 1962    | Ademar Costa                    | Prefeito e vice eleitos       |
| 21 | Ademar Costa                    |        | UDN                      | 31 de março de 1961    | 31 de março de 1963    | —                               | Vice-prefeito eleito no cargo |
| 22 | José Josias Fernandes           |        | ARENA                    | 31 de março de 1963    | 26 de setembro de 1966 | Inácio Bezerra de Araújo        | Prefeito e vice eleitos       |
| 23 | Inácio Bezerra de Araújo        |        | ARENA                    | 26 de setembro de 1966 | 31 de janeiro de 1969  | —                               | Vice-prefeito eleito no cargo |
| 24 | Francisco de Assis Medeiros     |        | ARENA                    | 31 de janeiro de 1969  | 31 de janeiro de 1973  | Vicente Macedo                  | Prefeito e vice eleitos       |
| 25 | Manoel Torres de Araújo         |        | MDB                      | 31 de janeiro de 1973  | 31 de janeiro de 1977  | Inácio Dantas de Medeiros       | Prefeito e vice eleitos       |
| 26 | Irami Araújo                    |        | PDS                      | 31 de janeiro de 1977  | 31 de janeiro de 1983  | Basílio Ginane Bezerra          | Prefeito e vice eleitos       |
| 27 | Vivaldo Costa                   |        | PDS                      | 31 de janeiro de 1983  | 31 de dezembro de 1988 | Darcy Fonseca                   | Prefeito e vice eleitos       |
| 28 | Manoel Torres de Araújo         |        | PMDB                     | 1º de janeiro de 1989  | 31 de dezembro de 1992 | Álvaro Dias                     | Prefeito e vice eleitos       |
| 29 | Sílvio Santos                   |        | PFL                      | 1º de janeiro de 1993  | 31 de dezembro de 1996 | N/C                             | Prefeito e vice eleitos       |
| 30 | Vivaldo Costa                   |        | PL                       | 1º de janeiro de 1997  | 4 de abril de 1998     | Nilson Dias de Araújo           | Prefeito e vice eleitos       |
| 31 | Nilson Dias de Araújo           |        | PL                       | 4 de abril de 1998     | 31 de dezembro de 2000 | —                               | Vice-prefeito eleito no cargo |
| 32 | Roberto Medeiros Germano        |        | PPB                      | 1º de janeiro de 2001  | 31 de dezembro de 2004 | Manoel Torres de Araújo         | Prefeito e vice eleitos       |
| 33 | Rivaldo Costa                   |        | PL                       | 1º de janeiro de 2005  | 31 de dezembro de 2012 | Emídio Germano da Silva Júnior  | Prefeito e vice eleitos       |
| 33 | Rivaldo Costa                   | PR     | Gilberto Costa de Araújo | 1º de janeiro de 2005  | 31 de dezembro de 2012 | Prefeito reeleito e vice eleito |                               |
| 34 | Roberto Medeiros Germano        |        | PMDB                     | 1º de janeiro de 2013  | 31 de dezembro de 2016 | Oriel Segundo de Oliveira       | Prefeito e vice eleitos       |
| 35 | Robson de Araújo                |        | PSDB                     | 1º de janeiro de 2017  | 31 de dezembro de 2020 | Marcos José de Araújo           | Prefeito e vice eleitos       |
| 36 | Judas Tadeu Alves dos Santos    |        | PSDB                     | 1º de janeiro de 2021  | até a atualidade       | Antônio Dantas Neto             | Prefeito e vice eleitos       |

OBS: N/C - Não consta.